# Souflí
Suflí o Soufli (Griego: Σουφλί , Turco: Sofulu) es un municipio de la unidad periférica de Evros, Grecia. Souflí fue construida en la ladera este las colinas gemelas del Profeta Elías, uno de los últimos picos de las montañas del Ródope. Está situado a 65 km al norte Alejandrópolis y a 50 km al sur de Orestiada. El río Evros se encuentra a tan sólo 500 metros de la ciudad.

## Historia
La historia de Suflí está íntimamente ligada con la seda. Conocida como la única ciudad de la seda, también es bien conocida por el vino, el tsipouro (aguardiente anisado de alta graduación) y sus carnes cocinadas tanto o más que por su tradición y herencia cultural.
Suflí se menciona por primera vez en los escritos de un viajero turco, Evliya Çelebi, alrededor de 1667 con el nombre de "Soufulu". Durante este período era un pueblo bastante grande y libre de impuestos. El nombre en turco "Sofulu" probablemente tiene su origen en un antiguo monasterio musulmán presente en la región, aunque existe otra versión que atribuye el origen del nombre a un terrateniente bizantino llamado Souflis. Como quiera que sea está históricamente confirmado que Suflí estaba habitado durante el Período helenístico. La evidencia la conforman los distintos objetos encontrados en el área y las tumbas que se descubrieron allí que datan de ese periodo histórico. Durante el inicio del siglo XIX, Suflí fue el centro administrativo de una rica provincia, con una población de 60.000 habitantes que se extendían a ambos lados del valle del río Hebros.
Debido a la importante densidad de población Suflí se distinguió como un importante centro comercial a lo largo y ancho de la región. Los registros del consulado griego en Adrianopólis indican que en 1858 existía una escuela en Suflí, y que la comunidad contaba con un fondo de 6500 piastras para pagar a los profesores.
Entre 1870 y 1880, la economía sufrió un nuevo impulso gracias a la construcción del ferrocarril (la estación llegó en 1872). Al mismo tiempo, el hallazgo de un método para luchar contra las enfermedades de los gusanos, descubierto por Pasteur, contribuyó también al rápido desarrollo de la sericultura. En 1877 la población de Suflí se estima en 4.600 personas. En 1900 el número de habitantes asciende a 10.000 y en 1908 llega a los 13 000.
Junto con su importancia como centro comercial, Suflí también era reconocido como un importante centro para los oficios que requerían destreza manual o habilidades artísticas. De especial mención es el trabajo de los carreteros quienes proveyeron a la región de Tracia con unos carros famosos por su excepcional estabilidad. 
Pero la segunda industria más importante en Suflí, después de la sericultura aunque igual de antigua, es la vinicultura. Una indicación de este hecho es la mención de que la producción vinícola en Suflí durante el siglo XIX era de cerca de 2.000.000 l.
De cualquier modo el desarrollo de la sericultura y la difusión del cultivo de moreras que prosiguió tuvo como resultado la reducción de la producción vinícola. Pero la sericultura, aunque popular, no era la única ocupación. Estaba considerada más como una ocupación temporal para los habitantes de la ciudad. Así, durante los meses de mayo y junio, el pueblo se inundaba de agricultores, comerciantes y artesanos que producían unos importantes ingresos.

## Florecimiento cultural
A la vez que Suflí crecía económicamente, se producía un florecimiento sociocultural y un crecimiento del nivel intelectual de los habitantes. Antes de la mitad del siglo XIX las dos iglesias de San Jorge y San Atanasio estaban ya construidas y todavía permanecen como joyas de la ciudad. Alrededor de 1860 se creó la Escuela Civil (lo que hoy corresponde a la escuela secundaria) y en 1880-1882 se construyó la Escuela de Chicas de Sufli (hoy escuela primaria).
En 1878 ya existía la "Sociedad Dramática de Suflí" y en 1905-1910 se creó otra "Sociedad Dramática". Música ha sido una asignatura de la Escuela Civil desde 1900.

## Guerra de los Balcanes - I Guerra Mundial
Primero la Guerra de los Balcanes y luego la Primera Guerra Mundial transformaron la región de Tracia en un asentamiento de operaciones militares, desembocando en la crisis de la sericultura y el degradamiento general de la región hasta 1920. 
Además, la incorporación a Grecia de Suflí en 1922 incidió en su declive económico. La pérdida de la parte oriental del río Evros, que quedó en manos de Turquía, y el consiguiente decrecimiento de la población de la ahora provincia griega dio como resultado una disminución del mercado local y, en consecuencia, restricciones de las actividades comerciales del pueblo. Así fue como Suflí se transformó en un área fronteriza, con las desventajas que eso acarrea. En 1922, 2.250 acres de moreras y 625 acres de campos permanecieron en Suflí mientras los viñedos quedaron completamente destruidos por el piojo del vino. Durante este nuevo periodo que comprende la incorporación de Suflí a Grecia, la sericultura permaneció como la fuente de ingresos de mayor importancia.
El cultivo de trigo, maíz y centeno proveyó al pueblo de autosuficiencia para alimentar a la población y los habitantes aprovecharon el espacio entre las moreras para plantar principalmente legumbres o cereales.

## II Guerra Mundial
Con la Segunda Guerra Mundial y la ocupación nazi, se detuvo cualquier actividad comercial o intelectual. Una vez que se retiró el ejército alemán en agosto de 1944 se inició la Guerra civil, en la que los habitantes de las aldeas cercanas se trasladaron a Suflí en busca de seguridad y permanecieron allí hasta el final de 1948.

## Años recientes
Desde 1949 los habitantes de Suflí, amantes de la paz, mirando hacia el futuro y trabajando duro, nunca han cesado en el intento de luchar para conseguir unas mejores condiciones de vida. Pese a estos intentos, el invento de la seda sintética y la caída de precios de los gusanos marcan el declive de la sericultura. Esto en combinación con la carencia de industrias ha forzado a los habitantes a trasladarse hacia áreas urbanas cercanas o incluso al extranjero.

## Museo de la Seda de Suflí
El Museo de la Seda de Suflí pertenece a la Red de Museos de la Fundación Grupo Cultural Banco del Pireo (PIOP). La sede está en la Mansión Kourtidis y fue puesta en marcha en 1990.
El propósito de la exhibición permanente situada en la planta baja de la Mansión Kourtidis muestra las técnicas preindustriales por las cuales los gusanos de seda eran engendrados y la seda era tejida. Enfrenta también al observador con el significado socioeconómico de esas actividades para Suflí y los alrededores. La exhibición está organizada en 46 unidades separadas en colecciones diferentes con varios tipos de documentación (textos, fotografías, dibujos, mapas) y elementos tradicionalmente asociados con la sericultura y el tejido de la seda.

### Organización de las exposiciones
La primera exposición relata la historia de la seda a través del tiempo, empezando en China, pasando por griegos, romanos, bizantinos hasta cubrir el período otomano. 
La segunda exposición tiene como tema las fases en el tejido de los gusanos de seda. Desde la producción de la "semilla de la seda" hasta la asfixia de los gusanos. 
La tercera exposición está dedicada a la manufactura de la seda, desde la limpieza y el ordenado de los capullos hasta el tejido de la seda fina que Souflí producía.
La cuarta exposición sitúa al observador con el amplio fondo socioeconómico contra el cual el tejido de la seda desarrollado en Grecia y el resto de Europa se enfrentó durante los siglos 19 y 20, con particular énfasis en el crecimiento y declive de la industria de la seda en Suflí y su contribución al desarrollo del pueblo.
El material impreso en el Museo de la Seda de Suflí consiste en folletos o pósteres y una monografía titulada "Sericultura en Suflí". 
Un programa educacional titulado "Desenrollando a un gusano ... " dirigido a los primeros cursos de la escuela primaria y cubren la sericultura tradicional y el tejido de la seda, ha sido preparado como parte del proyecto MELINA (Ministerio de Cultura, Museo Benaki).